# Quentin Meillassoux

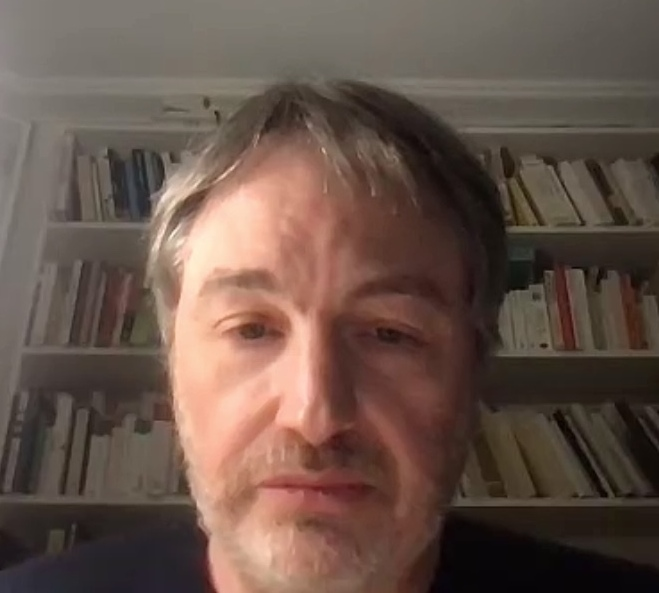
Quentin Meillassoux, 2025

Quentin Meillassoux (* 1967 in Paris) ist ein französischer Philosoph. Meillassoux bezeichnet seine eigene Philosophie als Spekulativen Materialismus, wird jedoch, seit der gleichnamigen Veranstaltung 2007 am Goldsmiths College in London, häufig dem Spekulativen Realismus zugerechnet.

## Biografie
Meillassoux ist ein Sohn des neomarxistischen Anthropologen und Afrikawissenschaftlers Claude Meillassoux (1925–2005). Er studierte am Lycée Louis-le-Grand, danach bei den Philosophen Bernard Bourgeois und Alain Badiou. Beeinflusst wurde er auch von Gilles Deleuze und Martin Heidegger. Meillassoux lehrt an der Université Paris 1 Panthéon-Sorbonne.

## Philosophisches Werk
Sein erstes und bis jetzt bekanntestes Werk ist Après la finitude („Nach der Endlichkeit“, 2006). Alain Badiou schrieb das Vorwort dazu und stellt darin fest, dass Meillassoux in diesem Werk einen ganz neuen Weg skizziere, anders als Immanuel Kant, der drei grundsätzliche Alternativen des Denkens über die äußere Welt benannt hat: Dogmatismus, Skeptizismus und Kritizismus. 
Meillassoux interessiert sich für Naturwissenschaften und Mathematik, weil diese einen Zugang zur Welt unabhängig von Sprache und jenseits  des Sozialkonstruktivismus bieten. Er führt die Begriffe Ancestralität, Archefossil und Korrelationismus ein. Mit Ancestralität ist die Zeit vor dem bewussten Leben gemeint; mit Archefossil bezeichnet er wissenschaftliche Daten, aufgrund derer wir im Stande sind, z. B. Aussagen über die Entstehung der Erde zu tätigen; Korrelationismus meint, dass zu jedem Denken ein Sein gehört und umgekehrt, was bedeutet, dass es keinen gedanklichen Zugang zur Welt ohne ein vom Denken unabhängiges Sein gibt; d. h. die Welt, die wir kennen, besteht nur in uns und unsere Gedanken bestehen nur in der Welt. 
Meillassoux setzt Kants transzendentale Philosophie mit der Position eines „schwachen Korrelationismus“ gleich, da Kant behaupte, dass etwas an sich existiert und dieses Etwas denkbar ist. Meillassoux will hingegen den Korrelationismus radikalisieren und über eine Grenzen treiben: Das „An-sich“ (en-soi) könne man nur als totale Kontingenz, als absolutes Chaos (surchaos) denken. Seine Position des „starken Korrelationismus“ postuliert, dass wir nur wissen können, dass es ein An-sich gibt, weil es gedacht werden könne.
Meillassoux kehrt mit seiner Kritik des Korrelationismus zur klassischen „vor-kritischen“ Ontologie zurück, ohne ihn jedoch ganz aufzugeben. Er stellt vor allem den vorkantianischen „metaphysischen Realismus“ mit seinem Satz vom zureichenden Grund (etwa: wenn etwas existiert, muss dies eine Ursache haben) und damit das Kausalitätsprinzip überhaupt in Frage: Der spekulative Realismus gründe nicht wie die klassische Metaphysik auf der notwendigen Existenz von etwas oder der Annahme einer Causa sui, also von etwas, das eine Ursache für sein eigenes Sein sei. Die einzige Notwendigkeit sei die der Kontingenz, also der Nicht-Notwendigkeit, aber diese sei kein Seiendes. So habe auch das vernünftige Denken keinen äußeren Grund. Er kritisiert damit sowohl den materialistischen Determinismus als auch die idealistische Vorstellung einer reflexiven Freiheit: Auch die Wahlen, die das Individuum trifft, seien kontingent; es gebe keinen Unterschied zwischen freiwilligen und unfreiwillig getroffenen Entscheidungen.
Meillassoux greift auch die Thematik David Humes auf und postuliert, dass der Mensch nicht wegen seiner unzureichenden kognitiven Fähigkeiten daran gehindert sei, Kausalitäten zu erkennen, sondern weil die scheinbar notwendige Abfolge der Dinge auf ganz anderen Ursachen als auf einem Kausalgesetz beruhen könne. Dennoch sei der Mensch genötigt, an die Existenz der Außenwelt glauben zu müssen, ohne sich auf empirische Regelmäßigkeiten verlassen zu können. Während die Physik sich nicht auf empirische Regelmäßigkeiten oder Gesetze der Natur berufen könne (die sich jederzeit ändern könnten), sei allein die Mathematik in der Lage, grundlegende Qualitäten wie „Dinge an sich“ zu denken. Einziges Kriterium für die Richtigkeit des Denkens sei nicht seine Übereinstimmung mit der Welt, sondern seine Widerspruchsfreiheit. Daher seien wir grundlegend auf das absolute Denken zurückgeworfen, wie schon Descartes postulierte.
Meillassoux versucht weiterhin zu zeigen, dass wissenschaftliche Aussagen über die Entstehung der Erde nicht in Übereinstimmung mit dem Korrelationismus zu bringen sind, da es zum Zeitpunkt der Entstehung der Erde keine denkenden Menschen gab.

## Rezeption und Kritik
Der deutsche Philosoph Markus Gabriel bezeichnete Meillassouxs Buch Nach der Endlichkeit als „geradezu bahnbrechendes Werk“ und als „einen der Wendepunkte der momentanen Rückkehr zum Realismus in der Gegenwartsphilosophie.“
Der englische Philosoph Ray Brassier, der selbst der Schule des Spekulativen Realismus zugerechnet wird und Meillassoux’ Hauptwerk ins Englische übersetzt hat, weist darauf hin, dass der Korrelationismus nicht nur von der Existenz von Archefossilien in Frage gestellt wird, sondern vom gesamten Bild der Realität, wie sie von den modernen Naturwissenschaften beschrieben wird, deren Objekte im Gegensatz zur Forderung Meillassoux’ nicht widerspruchsfrei gedacht werden können. So ist auch kritisch anzumerken, dass die Technologien, mit denen heute das Alter von Archefossilien nachgewiesen werden können, z. T. gerade darauf basieren, dass das Prinzip der Widerspruchsfreiheit auf subatomarem Niveau nicht gilt.
Außerdem müsse man akzeptieren, dass es eine erhebliche Kontingenz zwischen der Art, wie uns die Realität erscheint, und ihrer wirklichen Existenz gibt; so kann sie uns kontingent erscheinen, obwohl sie es in Wirklichkeit vielleicht nicht ist. Es gehe daher nicht an, die Grenzen der wissenschaftlichen Erkenntnis als Argument für eine positive ontologische Konstruktion zu verwenden.
Peter Hallward kritisiert Meillassoux’ Verabsolutierung der Kontingenz und die sich daraus ergebende anarchische Ontologie. Die Verdammung der Korrelationismus beruhe auf der Vorstellung, dass es sich um eine Ontologie und nicht um Erkenntnistheorie handle. Die Vorstellung, dass nichts existiert habe, bevor der Mensch gedacht habe, sei absurd.

## Werke
- Après la finitude. Essai sur la nécessité de la contingence. Éditions Seuil, Paris 2006. ISBN 978-2-02109-215-8. Erweiterte Ausgabe Paris 2012.
  - Deutsche Ausgabe: Nach der Endlichkeit. Versuch über die Notwendigkeit der Kontingenz. Übersetzt von Roland Frommel. Diaphanes, Zürich 2008, ISBN 978-3-03734-847-5. Neuauflage 2014.
- Le nombre et la sirène. Fayal, Paris 2011, ISBN 978-2-21366-591-7
  - Deutsche Ausgabe: Die Zahl und die Sirene. Diaphanes, Zürich 2013, ISBN 9783037342602.
- Trassierungen. Zur Wegbereitung spekulativen Denkens. Aus dem Französischen von Roland Frommel, Merve, Leipzig 2017, ISBN 978-3-88396-352-5.
- Iteration, Reiteration, Wiederholung. Eine spekulative Analyse des bedeutungslosen Zeichens. Merve, Leipzig 2019, ISBN 978-3-88396-346-4.